# Beasley Amfiteátrum
A Beasley Amfiteátrum a Washingtoni Állami Egyetem pullmani kampuszán található sportlétesítmény. Az 1973. június 3-án megnyílt aréna befogadóképessége kosárlabda-mérkőzéseken 11 671 fő. Az amfiteátrum a Washington State Cougars férfi és női kosárlabdacsapatainak otthona.
A létesítmény 1981-ben, röviddel a férfi nyugdíjazása előtt felvette Wallis Beasley szociológiaprofesszor és ügyvezető alelnök nevét. Beasley az atlétikacsapat támogató oktatója, valamint az egyetem ideiglenes rektora is volt.
Az első hét évben az amfiteátrum a „Washington State University Performing Arts Coliseum” nevet viselte. A létesítményt a megépültekor még ritka rácstechnológiával alkották meg. A létesítmény tengerszint feletti magassága körülbelül 775 méter.
Férőhelyproblémák miatt 1975 szeptemberében több héten át a létesítményben helyeztek el 80 férfihallgatót; az épületet ekkor a diákok a „Cougar Hiltonnak” nevezték.

## Az első mérkőzések
Az aréna első eseménye az egyetem gólyáinak 1973. június 3-i állapotfelmérése volt. Az első sportmérkőzés 1973. szeptember 25-én zajlott a Seattle SuperSonics és a Portland Trail Blazers között.
Az első egyetemi mérkőzés az első évfolyamos hallgatók játékát követően a december 1-ji LSU Tigers elleni kosárlabdameccs volt; a kosárlabda-mérkőzéseket korábban a Bohler Tornacsarnokban játszották, amely ma a röplabdacsapat otthona.

## Friel Sportpálya
A campus keleti részén található meg a Beasley részét képező Friel Sportpálya, amely a kosárlabdacsapatok otthona. A pálya nevét Jack Frielről, a WSU férfikosárlabda-csapatának egykori vezetőedzőjéről kapta, kinek vezetése alatt 30 szezon alatt 495 győzelem született.
Friel 1958-ban vonult vissza, öt év múlva pedig lakóhelye alapján az eredetileg pullmani székhelyű Big Sky Conference megbízottja lett. A pálya nevének megváltoztatásáról 1977 áprilisában döntöttek, amelyet Glenn Terrell rektor jelentett be egy igazgatótanácsi ülés során. A névadó gálára december 3-án, az aznapi mérkőzés félidejében került sor.
A pálya borítása az első évtizedben tartán (poliuretán) volt, amelyet 1983 őszén keményfára cseréltek.

### NCAA-bajnokságok
A létesítményben háromszor (1975-ben, 1982-ben és 1984-ben) rendezték meg az NCAA férfikosárlabda-bajnokságának alregionális mérkőzéseit.
Az 1975-ös tornán 32 csapat vett részt, a térségi bajnokság keretei közt pedig két mérkőzést játszottak le: a Big Sky Conference-ben szereplő Montana Grizzlies (20–6) és a UCLA Bruins az esemény szombat estéjén 10 500 ember előtt játszott. A Pac-8-bajnok UCLA a Big Ten Conference-ben játszó Michigan Wolverines elleni mérkőzésen félidőben négy ponttal vezetett, végül a hosszabbításban 9 ponttal győztek. A nyitómeccsen a Montana Grizzlies Jud Heathcote játékával hat ponttal nyert a Utah State Aggies ellen. Öt nappal később a Sweet Sixteen torna keretében a UCLA három ponttal nyert a Montana Grizzlies ellen, végül megnyerték a tizenkettedik évadon belüli tizedik nemzeti bajnoki címüket. A szezon végén John Wooden edző bejelentette visszavonulását.
Az 1982-es mérkőzéssorozaton 48 csapat vett részt; a pullmani térségi mérkőzéseken hat csapat szerepelt és négy mérkőzést játszottak le. A csapatok közt volt a két csoportelső: az Oregon State Beavers (27–4) és az Idaho Vandals (26–2). Az Oregon State a Pepperdine Waves ellen nyert, az Idaho pedig a 12 340 néző előtt zajló Iowa Hawkeyes elleni mérkőzésén szerzett győzelmével továbbjutott a Sweet Sixteenbe. A következő héten az OSU legyőzte az Idahót, viszont a Georgetown Hoyas elleni meccsüket elvesztették.
Az 1984-es tornán 53 csapat vett részt, melyből hat már az új padlón játszhatott. A Washington Huskies először a Nevada Wolf Packet, majd a Duke Blue Devilst győzte le. A Georgetown Hoyas 10 500 néző előtt 37–36-os győzelmet aratott az SMU Mustangs ellen.
A Spokane Veterans Memorial Arena 1995-ös megnyitása óta a Beasleyben 2003-ban, 2007-ben, 2014-ben, 2015-ben és 2016-ban rendeztek NCAA-mérkőzéseket.

## Szórakoztatás
A létesítmény sportmérkőzések mellett koncertek megrendezésére is alkalmas. A színpad felállításával a befogadóképesség 9000 főre csökken, míg színházi előadások esetén a függönyök, illetve a mennyezetbe és a padlóba épített elválasztóelemek felállításával a helyek száma 2500 lesz.
Az eredeti színházas elrendezés volt a rendezett akusztikus környezetek egyike. Az üvegszálas panelekkel hangolt visszhangkamrát Lexicon DD1 késleltetővel egészítették ki; ez volt az első alkalom, hogy az eszközt kereskedelmi célra is felhasználták. A jelet a mennyezeti hangszóróknak adták át; a beállításokkal színházat, operaházat és katedrálist is tudtak szimulálni. Egy tervezési hiba miatt a délkeleti mosdók lefolyócsöve keresztülhaladt a visszhangkamrán, így a WC-k öblítését az egész épületben lehetett hallani, ezért az üzemeltetés prioritásai között szerepelt a mosdók lezárása rendezvények idején. A visszhangkamra helyett ma digitális megoldást alkalmaznak.
A Hírességek Csarnokában (az itt fellépő sztárok) listájában többek között Bob Hope, Bill Cosby, Jay Leno, Whoopi Goldberg, a The Beach Boys, a The 5th Dimension, a Tony Orlando and Dawn, Stevie Wonder, Bob Dylan, Elton John, Def Leppard, a Metallica, a Metal Church, a Van Halen, Dana Carvey, Drew Carey, a Montgomery Gentry, Bill Engvall, Howie Mandel és a Grease & Cats szerepelnek. a Harlem Globetrotters ötször lépett itt fel.
Több éven át az arénában tartották a moscow-i Tánc- és Előadóművészeti Fesztivál Szervezetének Great Performances fellépéssorozatát.
A létesítményben 2005. április 22-én Noam Chomsky, 2007. március 8-án pedig Jane Goodall tartott teltházas előadást.
2010 márciusában itt tartották a WWE SmackDown egyik ökölvívó-mérkőzését.

## Fordítás
Ez a szócikk részben vagy egészben  a   Beasley Coliseum című angol Wikipédia-szócikk ezen változatának fordításán alapul.  Az eredeti cikk szerkesztőit annak laptörténete sorolja fel. Ez a jelzés csupán a megfogalmazás eredetét és a szerzői jogokat jelzi, nem szolgál a cikkben szereplő információk forrásmegjelöléseként.